# Amara (Paracelia)
Amara (Paracelia) – podrodzaj rodzaju Amara, chrząszczy z  rodziny biegaczowatych i podrodziny Pterostichinae.

## Taksonomia
Takson opisał w 1899 roku Ernest Marie Louis Bedel. Gatunkiem typowym jest Amara simplex Dejean, 1828.

## Występowanie
Podrodzaj o zasięgu palearktyczno-orientalnym. Do fauny europejskiej należy 9 gatunków. W Polsce występuje tylko Amara qenseli.

## Systematyka
Do tego podrodzaju należą 23 opisane gatunki:
- Amara aidereensis Hieke, 2002
- Amara aimonissabaudiae Baliani, 1932
- Amara cardionota Putzeys, 1878
- Amara cardionotoides Hieke, 1988
- Amara cyrenaica Baliani, 1928
- Amara dalmatina Dejean, 1828
- Amara diabolica Hieke, 1988
- Amara dichroa Putzeys, 1870
- Amara erberi Hieke, 2000
- Amara frivola Bates, 1878
- Amara hedjazica Hieke, 1988
- Amara indica Putzeys, 1866
- Amara monochroa Hieke, 2004
- Amara obtusangula Baliani, 1934
- Amara pulchra Baliani, 1943
- Amara quenseli (Schoenherr, 1806)
- Amara rufoaenea Dejean, 1828
- Amara samnitica A. Fiori, 1899
- Amara saxicola C. Zimmermann, 1832
- Amara serdicana Apfelbeck, 1904
- Amara simplex Dejean, 1828
- Amara superans Wollaston, 1854
- Amara virginea Baliani, 1932